# Emballage durable

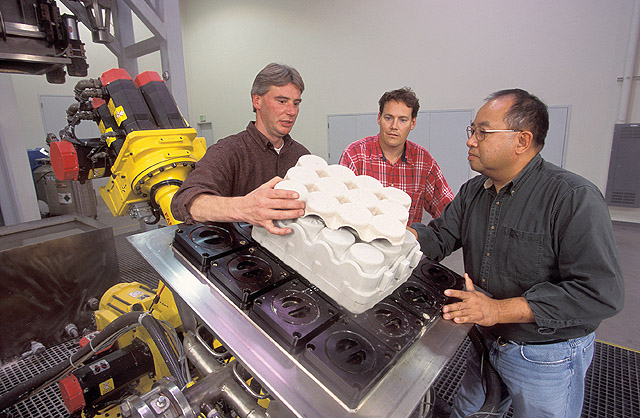
La pâte moulée utilise du papier journal recyclé pour former les composants de l'emballage. Ici, les chercheurs moulent des emballages à base de paille.

 (juin 2023).
Le contenu est difficilement compréhensible vu les erreurs de traduction, qui sont peut-être dues à l'utilisation d'un logiciel de traduction automatique.
L'emballage durable est le développement et l'utilisation d'emballages qui se traduisent par une meilleure durabilité. Cela implique une utilisation accrue de l'inventaire du cycle de vie (LCI) et de l'analyse du cycle de vie (ACV), pour aider à guider l'utilisation des emballages qui réduisent l'impact environnemental et l'empreinte écologique. Il comprend un regard sur l'ensemble de la chaîne d'approvisionnement : de la fonction de base au marketing, puis jusqu'à la fin de vie (ACV) et la renaissance. De plus, un rapport éco-coût / valeur peut être utile.
Les objectifs sont d'améliorer la viabilité à long terme et la qualité de vie des humains et la longévité des écosystèmes naturels. Les emballages durables doivent répondre aux besoins fonctionnels et économiques du présent sans compromettre la capacité des générations futures à répondre aux leurs. La durabilité n'est pas nécessairement un état final, mais un processus continu d'amélioration.
L'emballage durable est un ajout relativement nouveau aux considérations environnementales pour l'emballage (voir Emballage et étiquetage). Il faut plus d'analyses et de documentation pour examiner la conception de l'emballage, le choix des matériaux, le traitement et le cycle de vie. Il ne s’agit pas seulement du vague « mouvement vert » que de nombreuses entreprises et entreprises ont tenté d’inclure ces dernières années. Les entreprises qui mettent en œuvre des actions respectueuses de l'environnement réduisent leur empreinte carbone, utilisent davantage de matériaux recyclés et réutilisent davantage de composants d'emballage. Ils encouragent souvent les fournisseurs, les emballeurs sous contrat et les distributeurs à faire de même.
Par exemple, des chercheurs du Service de recherche agricole envisagent d'utiliser des films à base de lait comme alternative aux emballages à base de pétrole. Au lieu d'être constitués de polymères synthétiques, ces films à base de produits laitiers seraient composés de protéines telles que la caséine et le lactosérum, que l'on trouve dans le lait. Les films seraient biodégradables et offriraient de meilleures barrières à l'oxygène que les films synthétiques à base chimique. Des recherches supplémentaires doivent être menées pour améliorer la qualité de barrière à l'eau du film à base de produits laitiers, mais les progrès en matière d'emballage durable sont activement poursuivis.
Les allégations de marketing environnemental sur les emballages doivent être faites (et lues) avec prudence. Des titres de greenwashing ambigus tels que les emballages verts et écologiques peuvent prêter à confusion sans définition spécifique. Certains organismes de réglementation, comme la Federal Trade Commission des États-Unis, fournissent des conseils aux emballeurs.
Les entreprises réutilisent et recyclent depuis longtemps les emballages lorsqu'ils sont économiquement viables. L'utilisation d'un emballage minimal est également un objectif commun pour aider à réduire les coûts. Ces dernières années ont accéléré ces efforts basés sur les mouvements sociaux, la pression des consommateurs et la réglementation. Toutes les phases d'emballage, de distribution et de logistique sont incluses.
Les emballages durables ne se concentrent plus uniquement sur le recyclage. Tout comme l'emballage n'est pas le seul objectif écologique, bien qu'il reste une priorité pour beaucoup. À tort ou à raison, les emballages sont fréquemment examinés et utilisés comme mesure de la durabilité globale d'une entreprise, même s'ils ne contribuent qu'à un faible pourcentage à l'impact écologique total par rapport à d'autres choses, comme le transport, la consommation d'eau et d'énergie.

## Critères
Les critères de classement et de comparaison des emballages en fonction de leur durabilité constituent un domaine de développement actif. Des conseils généraux, des mesures, des listes de contrôle et des tableaux de bord sont publiés par plusieurs groupes.
Le gouvernement, les organisations de normalisation, les consommateurs, les détaillants et les emballeurs envisagent plusieurs types de critères,,,.
Chaque organisation énonce les objectifs et les cibles un peu différemment. En général, les grands objectifs de l'emballage durable sont :
1. Fonctionnel[18] - protection du produit, sécurité, conformité réglementaire, etc.
2. Rentable - s'il est trop cher, il est peu probable qu'il soit utilisé
3. Soutenir la santé humaine et écologique à long terme

Les facteurs spécifiques pour la conception durable des emballages peuvent inclure :
- Utilisation de matériaux minimaux - emballage réduit, couches d'emballage réduites, masse plus faible (rapport produit / emballage), volume inférieur, etc.[19]
- Énergie efficacité, teneur en énergie totale et utilisation, utilisation des énergies renouvelables, utilisation d'énergie propre, etc.
- Contenu recyclé - tel que disponible et fonctionnel. Pour les matériaux en contact avec les aliments, il existe des considérations de sécurité spéciales, en particulier pour l'utilisation de plastiques et de papier recyclés. Les règlements sont publiés par chaque pays ou région.
- Recyclabilité - valeur de récupération, utilisation de matériaux fréquemment et facilement recyclés, réduction des matériaux qui entravent la recyclabilité des principaux composants, etc.
- Emballage réutilisable - réutilisation répétée de l'emballage, réutilisation à d'autres fins, etc.
- Utilisation de matériaux renouvelables, biodégradables et compostables - le cas échéant et ne causant pas de contamination du flux de recyclage[20],[21]
- Évitez l'utilisation de matériaux toxiques pour l'homme ou l'environnement
- Effets sur l'atmosphère / le climat - couche d'ozone, gaz à effet de serre (dioxyde de carbone et méthane), composés organiques volatils, etc.
- Utilisation de l'eau, réutilisation, traitement, déchets, etc.
- Impact des travailleurs : santé au travail, sécurité, technologies propres, etc.

Les critères choisis sont souvent utilisés au mieux comme base de comparaison pour deux ou plusieurs modèles d'emballage similaires ; pas comme un succès ou un échec absolu. Une telle comparaison multi-variables est souvent présentée sous forme de carte radar (carte d'araignée, carte d'étoiles, etc.).

## Avantages
Certains aspects des emballages respectueux de l'environnement sont exigés par les organismes de réglementation, tandis que d'autres sont des décisions prises par des emballeurs individuels. Les investisseurs, les employés, la direction et les clients peuvent influencer les décisions de l'entreprise et aider à définir des politiques. Lorsque les investisseurs cherchent à acheter des actions, les entreprises connues pour leur politique environnementale positive peuvent être attractives. Les actionnaires et investisseurs potentiels y voient une décision solide : la réduction des risques environnementaux conduit à davantage de capital à des taux moins élevés. Les entreprises qui mettent en avant leur statut environnemental auprès des consommateurs peuvent stimuler les ventes ainsi que la réputation de leurs produits. Passer au vert est souvent un investissement judicieux qui peut porter ses fruits.

## Coûts
Le processus de conception de packages plus acceptables sur le plan environnemental peut inclure la prise en compte des coûts. Certaines entreprises affirment que leur programme d'emballage écologique est rentable. Certains matériaux alternatifs qui sont recyclés / recyclables et / ou moins nocifs pour l'environnement peuvent conduire les entreprises à des coûts accrus. Bien que cela soit courant lorsqu'un produit commence à supporter le coût réel de sa production (le producteur paie, les lois sur la responsabilité du producteur, les lois sur la reprise). Il peut y avoir un processus long et coûteux avant que les nouvelles formes d'emballage soient jugées sûres pour le public, et l'approbation peut prendre jusqu'à deux ans. Il est important de noter ici que pour la plupart des pays développés, le resserrement de la législation et les changements dans la demande des principaux détaillants (tableau de bord des emballages durables de Walmart par exemple), la question n'est plus de savoir si les produits et les emballages devraient devenir plus durables, mais comment et en combien de temps le faire.

## Normes ISO
La série de normes ISO relative à l'emballage et l'environnement sont publiés en 2013 :
- ISO 18601 : 2013 Emballage et environnement - Exigences générales pour l'utilisation des normes ISO dans le domaine de l'emballage et de l'environnement
- ISO 18602 : 2013 Emballage et environnement - Optimisation du système d'emballage
- ISO 18603 : 2013 Emballage et environnement - Réutilisation
- ISO 18604 : 2013 Emballage et environnement - Recyclage des matériaux
- ISO 18605 : 2013 Emballage et environnement - Récupération d'énergie
- ISO 18606 : 2013 Emballage et environnement - Recyclage organique

## Critique
Les efforts pour un emballage « plus vert » sont soutenus dans la communauté de la durabilité ; cependant, elles ne sont souvent considérées que comme des étapes progressives et non comme une fin. Certains prévoient une véritable économie à l'état stable durable qui peut être très différente de celle d'aujourd'hui : consommation d'énergie fortement réduite, empreinte écologique minimale, moins de produits de consommation emballés, achats locaux avec des chaînes d'approvisionnement alimentaire courtes, peu d' aliments transformés, etc.,, Moins d'emballage serait nécessaire dans une économie durable et neutre en carbone, ce qui signifie qu'il y aurait moins d'options d'emballage et des formes d'emballage plus simples pourraient être nécessaires.